# Christine Werner (Autorin, 1967)
Christine Werner (* 1967 in Landau in der Pfalz) ist eine deutsche Hörfunkjournalistin sowie Kinder- und Jugendbuchautorin.

## Leben
Christine Werner studierte an der Deutschen Sporthochschule Köln mit dem Schwerpunkt Sportpublizistik und Germanistik an der Universität zu Köln. Seit dem Abschluss ihres Studiums arbeitet sie als freie Journalistin unter anderem für den ARD-Hörfunk und den Deutschlandfunk. Sie schreibt und produziert überwiegend Reportagen und Features, insbesondere zu gesellschaftspolitischen und sozialen Themen. Von 2001 bis 2013 war sie Moderatorin, Redakteurin und Chefin vom Dienst für aktuelle Hörfunkprogramme beim SWR in Baden-Baden. Sie moderierte Diskussionssendungen und als Co-Moderatorin lange Jahre das interaktive Medienmagazin „SWR2 Mehrspur. Radio reflektiert“. 2014 hat sie ihren Schwerpunkt wieder auf Features und Reportagen verlegt. Seit 2018 ist sie darüber hinaus als Autorin von Kinder- und Jugendbüchern tätig. Sie lebt in Köln.
Ihre Arbeit wurde durch einige Stipendien unterstützt: Von 2012 bis 2014 erhielt Christine Werner das Journalistenstipendium „Tauchgänge in die Wissenschaft“ von der Robert-Bosch-Stiftung und der Leopoldina. 2014 und 2015 wurde sie als Stipendiatin von der Akademie für Kindermedien gefördert. Das Arbeitsstipendium des Landes Nordrhein-Westfalen wurde ihr 2020 verliehen. 2022 wurde ihre Arbeit an einem Feature von der Film- und Medienstiftung NRW unterstützt.

## Veröffentlichungen
- „Gute Nacht“, sagt Wolle, Kerle im Verlag Herder, Freiburg im Breisgau, 2018, ISBN 978-3-451-71460-3
- Blitzeinschlag im TerriTorium, Mixtvision, München, 2021, ISBN 978-3-95854-150-4